# Lavabokessel
Als Lavabokessel bezeichnet man die bauchigen, an einem Bügel kippbar hängenden Gießgefäße mit zwei Ausgusstüllen, die im Mittelalter und in der frühen Neuzeit aus Bronze oder Messing gegossen und zum Händewaschen benutzt wurden. Die zeitgenössischen Benennungen lauten Handfass oder Gießfass.

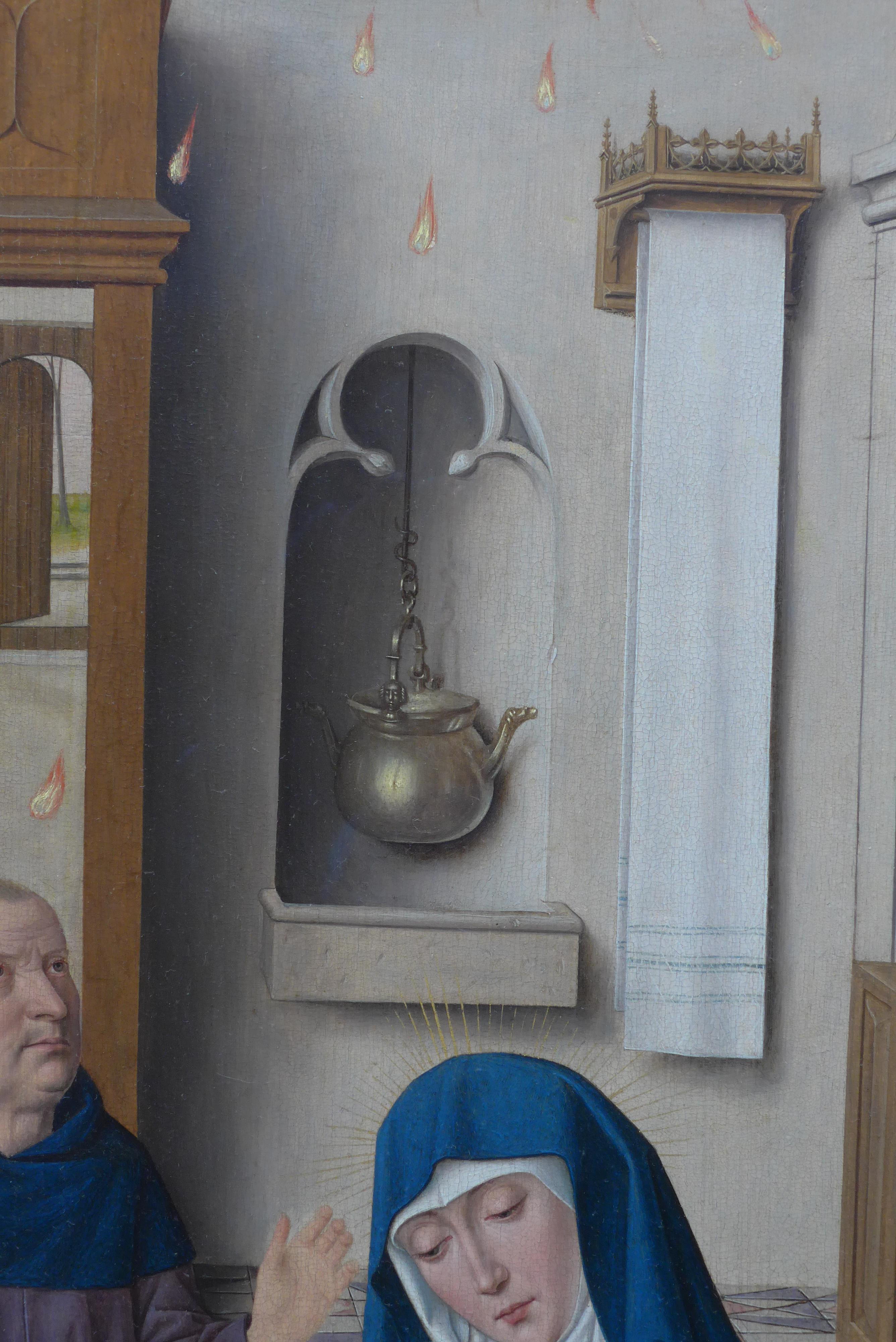
Mittelalterliche Darstellung eines Gießgefäßes zum Händewaschen auf einem Ölgemälde mit Darstellung des Pfingstwunders des Meisters der Baroncelli-Porträts (Detail). Brügge, um 1485–1490. Brügge, Groeninge-Museum.

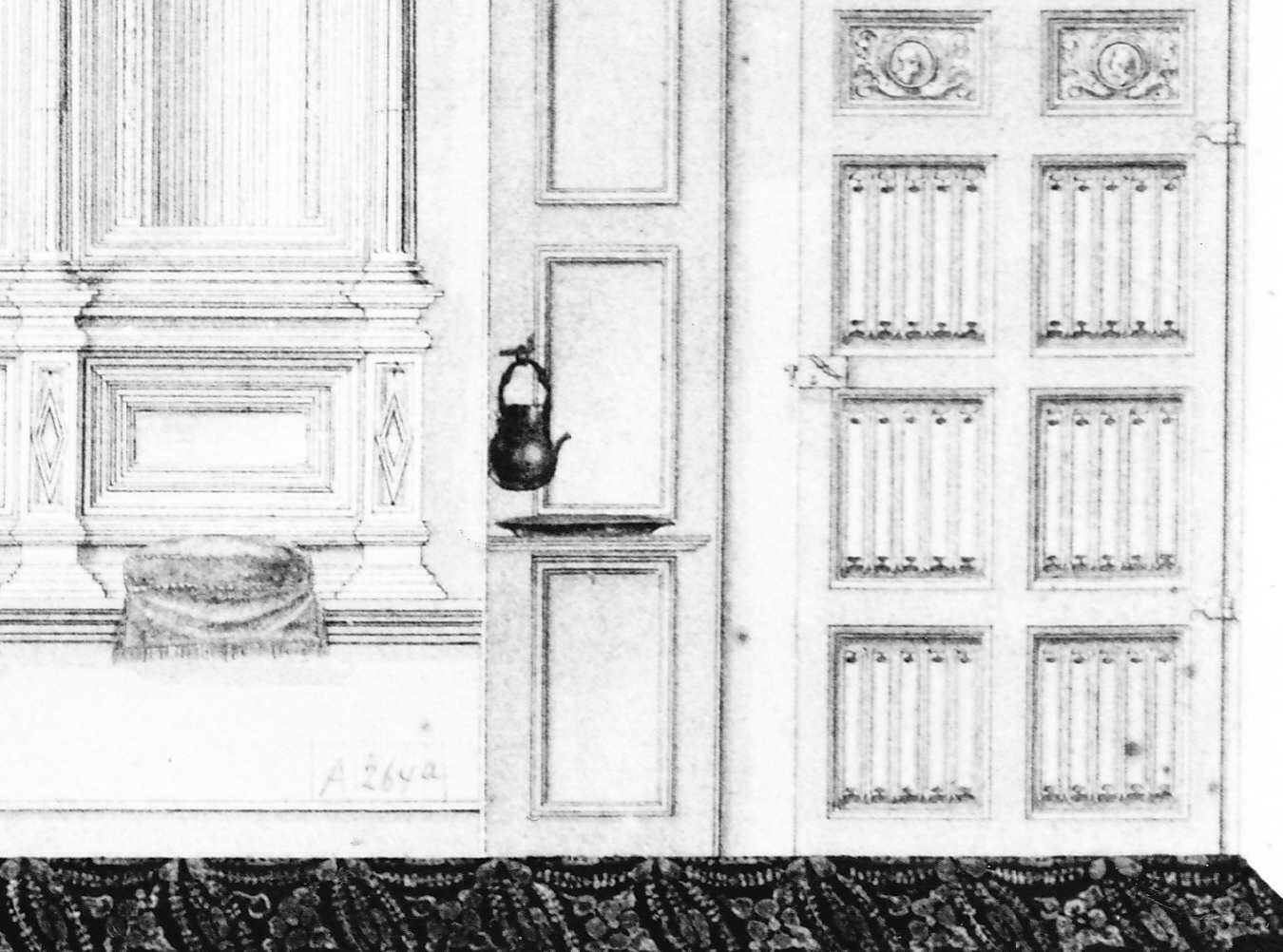
Lavabo am Eingang eines 1648 eingerichteten Sitzungszimmers im Bremer Rathaus. Detail aus einer Zeichnung von 1828. Focke-Museum Bremen

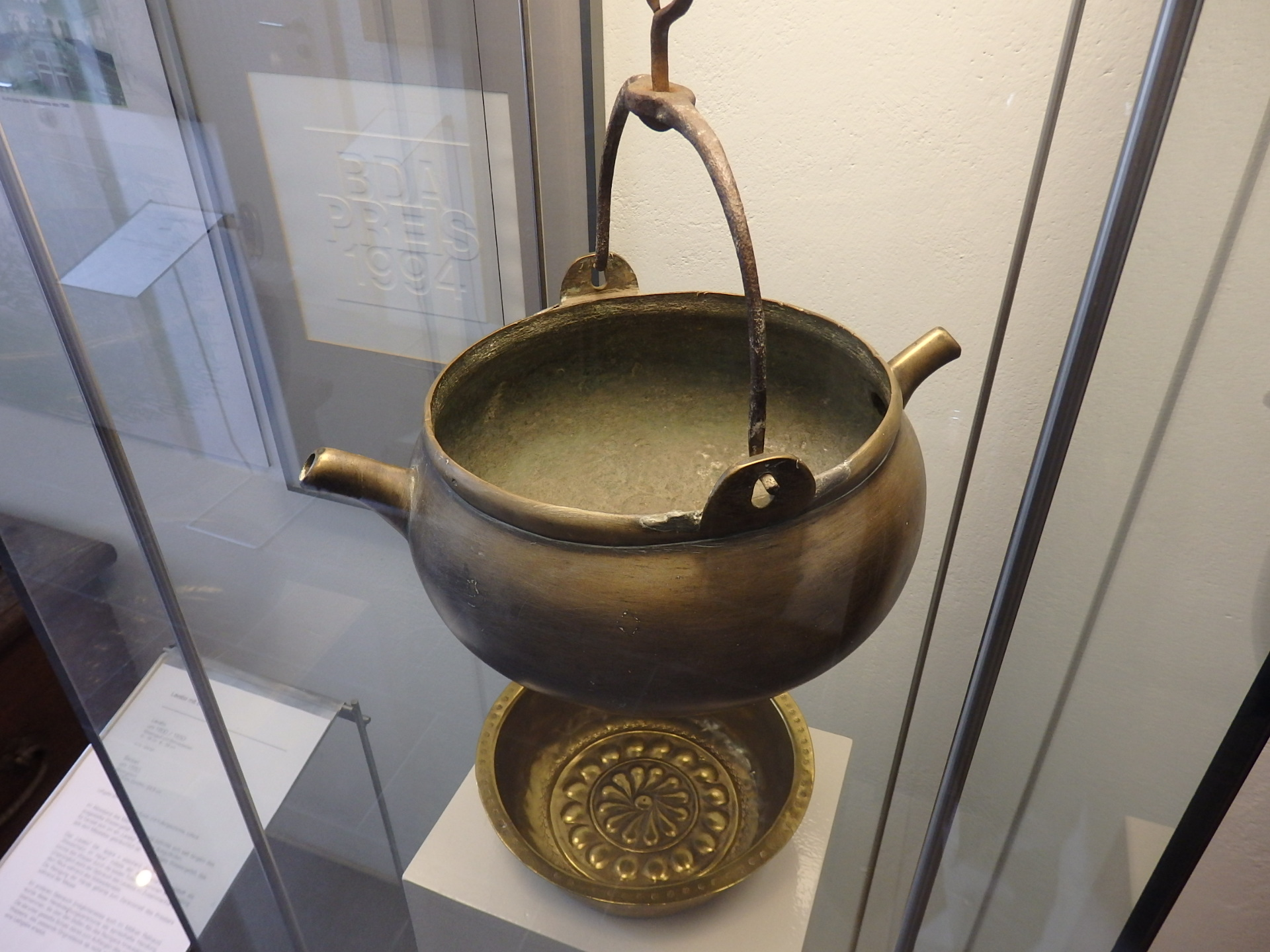
Lavabokessel mit zwei Ausgüssen, ca. 1600 bis 1650, Möllner Museum

## Verwendung
In Kombination mit einer darunter gestellten Schale, typischerweise einer Beckenschlägerschüssel, oder einem in die Wandnische eingemauerten Abflussbecken gehörte das Ensemble zur Ausstattung von Sakristeien, Ratsstuben Kontoren, aber auch bürgerlichen Wohnräumen und Küchen. Frühe Bildquellen zeigen um 1400 hölzerne Gestelle, auf denen Kessel und Becken montiert waren. Auch in späteren Darstellungen ist oft ein Handtuch auf einem besonderen Halter in der Nähe zu sehen.
Gemeinsam ist den mittelalterlichen Lavabokesseln ein mehr oder weniger hochgestellter, kragenartiger Rand, die Ausbildung der Bügelscharniere in Gestalt menschlicher, meist weiblicher Köpfe und die Tierkopfform der beiden Ausgüsse.
Materiell haben sich vor allem im nördlichen Mitteleuropa (Niederlande, Norddeutschland, Skandinavien) zahlreiche Exemplare erhalten, auch die bildlichen Quellen konzentrieren sich auf den Norden. Der Typengeschichte des Lavabokessels ist im Korpuswerk Bronzegeräte des Mittelalters ausführlich nachgegangen worden. Doch lassen sich daraus nur teilweise Rückschlüsse auf die geografische Herkunft und chronologische Entwicklung bestimmter Einzelstücke ziehen. Eine Entstehung des Typus um 1400 ist wahrscheinlich, ein Ende der Produktion oder Verwendung ist weit weniger genau festzumachen, da es formal vergröberte Formen bis ins 18. Jahrhundert zu geben scheint. Lediglich die ganz flachen Kesselformen werden französischen Herstellern des 19. Jahrhunderts zugeordnet. Das schließt nicht aus, dass seit dieser Zeit auch ältere Typen nachgeahmt und gefälscht wurden und werden.

## Nachweise
1. ↑   Theuerkauff S. 11–15.
2. ↑  z. B. Theuerkauff-Liederwald, Nr. 654.
3. ↑  Ausstellungskat. Wasser, Focke-Museum Bremen 1988, Kat. Nr. 82 und 83.
4. ↑  Theuerkauff-Liederwald, fig. 148 und S. 434.
5. ↑  Der Katalog von Theuerkauff-Liederwald umfasst über 700 Nummern.